# It's On (Dr. Dre) 187um Killa
"It's On (Dr. Dre) 187um Killa" è il terzo album ufficiale del rapper Eazy-E, risalente al 1993. Come suggerisce il titolo, l'album è una sorta di risposta a "The Chronic" di Dr. Dre, e viene presentato come la morte musicale di quest'ultimo. Non riuscì tuttavia ad eguagliare il successo The Chronic di Dr. Dre, ma fu comunque uno degli album rap più venduti degli anni '90 ed il più venduto del rapper Eazy-E. L'album venne premiato con 2 dischi di platino nel 1994. Venne inoltre classificato al quinto posto tra i migliori album hip hop del 1993 da The Billboard 200 e al primo posto da Top R&B/Hip-Hop Albums
I due singoli che furono estratti dall'EP sono "Real Muthaphukkin G's", una delle più famose diss della west-coast, e "Any Last Werdz". Questo album di Eazy-E è interamente dedicato ad attaccare e deridere la Death Row Records, soprattutto Snoop Doggy Dogg, Suge Knight e più di tutti Dr. Dre, in allegato all'album, infatti, vennero allegate foto di Dre imbarazzanti dove quest'ultimo è truccato e vestito sgargiante. Dr. Dre viene nominato con frasi sprezzanti in tutte le canzoni tranne "Give Me That Nutt" e "Boyz 'N' Tha Hood" (G-Mix).

## Tracce
1. Exxtra Special Thankz – 1:07 – Rhythm D
2. Real Muthaphuckkin G's (featuring B.G. Knocc Out & Dresta) – 5:32 – Rhythm D
3. Any Last Werdz (featuring Cold 187um & Kokane) – 5:09 – Cold 187um
4. Still a Nigga – 4:10 – DJ Yella
5. Gimmie That Nutt – 2:55 – DJ Yella
6. It's On – 5:02 – Rhythm D
7. Boyz N tha Hood (G-Mix) – 5:38 – Dr. Jam
8. Down 2 tha Last Roach (featuring B.G. Knocc Out & Dirty Red) – 7:50 – Madness 4 Real